# Helene Voigt-Diederichs

Helene Voigt-Diederichs, um 1907

Helene Theodora Voigt-Diederichs (* 26. Mai 1875 auf Gut Marienhoff, Gemeinde Thumby bei Eckernförde; † 3. Dezember 1961 in Jena) war eine deutsche Schriftstellerin.

## Leben

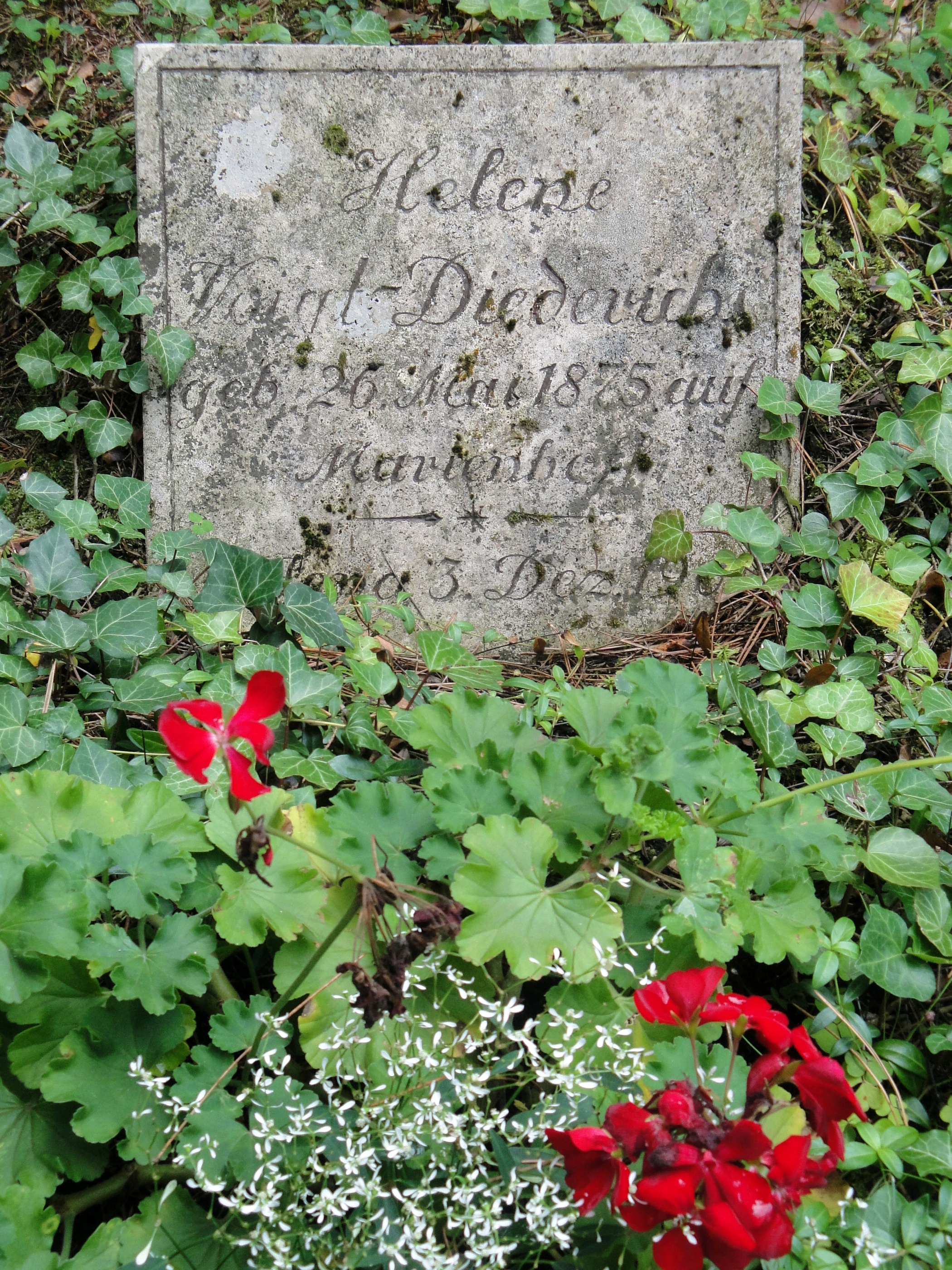
Grab von Helene Voigt-Diederichs auf dem Nordfriedhof in Jena

Helene Voigt kam als fünftes Kind des Gutsbesitzers Christian Theodor Voigt (1835–1887) und der Marie Louise Brinckmann (1844–1922) auf dem Gut Marienhof zur Welt. Sie verbrachte ihre Kindheit und Jugend zusammen mit ihren acht Geschwistern auf dem Gut und kehrte auch nach längeren Reisen zu ihrer Familie zurück. Während einer Italienreise lernte Voigt in Florenz den Verleger Eugen Diederichs kennen, den sie 1898 heiratete. Sie lebten in Leipzig und zogen 1904 nach Jena. Die Ehe, der die Kinder Ruth (1899–1984), Jürgen (1901–1976), Niels (1902–1972) und Peter Diederichs (1904–1990) entstammten, wurde 1911 geschieden. Vorausgegangen waren Affären Voigt-Diederichs’ mit Max Scheler und Erich Kuithan. Letzterer illustrierte zum Beispiel ihr Werk Aus Kinderland.
Nach der Scheidung, bei der die vier Kinder ihrem Ehemann zugesprochen wurden, zog Voigt-Diederichs zunächst nach Weimar und im selben Jahr nach Braunschweig, wo sie fast zwei Jahrzehnte lebte. Mit ihrem englischen Lebensgefährten Stafford Hatfield unternahm sie 1911 eine Reise durch die Pyrenäen und durch England, die sie 1912 in ihrem Bericht Wandertage in England und 1919 in Zwischen Himmel und Steinen verarbeitete. Nachdem Hatfield Anfang des Ersten Weltkriegs als Engländer interniert worden war, überließ Diederichs seiner geschiedenen Frau die Söhne Jürgen und Niels. Von 1931 bis zu ihrem Tod 1961 lebte Voigt-Diederichs wieder in Jena, an ihrer Seite die einzige Tochter Ruth. Voigt-Diederichs verstarb im Alter von 86 Jahren in Jena und wurde auf dem Jenaer Nordfriedhof (Feld 11) beigesetzt.

## Wirken
Bereits 1897 hatte Voigt-Diederichs mit den „Bildern aus dem Volksleben“ Schleswig Holsteiner Landleute ihre erste Veröffentlichung vorgelegt, die 1908 in vierter Auflage gedruckt wurde. Es folgten zahlreiche weitere Erzählungen aus dem Volksleben, aber auch Novellen, Gedichtbände und Jugendschriften. Ihr Roman Dreiviertel Stund’ vor Tag wurde 1905 mit dem niedersächsischen Kulturpreis ausgezeichnet. Ab 1897 stand sie mit Hermann Hesse im Briefwechsel. Sie korrespondierte auch mit Wilhelm Holzamer und Nina Mardon.
Zahlreiche Werke Voigt-Diederichs gehören zur Heimatliteratur und stellten das ländliche Leben der Bauern und das idyllische Leben in der Natur dar. Bereits 1907 wurde sie für ihre klaren, naturalistischen Beschreibungen gelobt:

„Wie versteht sie es, Landschaftsbilder von wahrhaft suggestiver Kraft zu zeichnen. Mit wenigen Strichen stellt sie die Grundlinien fest, aus denen dann mit unnachahmlicher Sicherheit die betreffende Morgen-, Mittags- oder Abendstimmung herauswächst.“

Auch die Lage der Bauersfrau, die ihre Erfüllung im Leben in der Familie und der Arbeit auf dem Land im Glauben an Gott findet, war eines der zentralen Themen in Voigt-Diederichs Werk. Ihre Romane und Erzählungen fanden zur Zeit des Nationalsozialismus großen Anklang, standen die Figuren ihrer Werke doch im Einklang mit der NS-Ideologie. „[D]ie Nationalsozialisten [priesen] ihre Kunst und gaben ihr Gelegenheit in Zeitungen zu publizieren und im Rundfunk vorzutragen.“ Obwohl Voigt-Diederichs als liberal galt und nie Mitglied der NSDAP war, ist ihre politische Position während der NS-Zeit bis heute umstritten. Sie war unter anderem Mitglied des von Johann Heinrich Böhmcker 1936 gegründeten Eutiner Dichterkreises und wurde 1944 als eine von zwei Autorinnen in die sogenannte „Gottbegnadeten-Liste“ Adolf Hitlers aufgenommen.

## Werke (Auswahl)

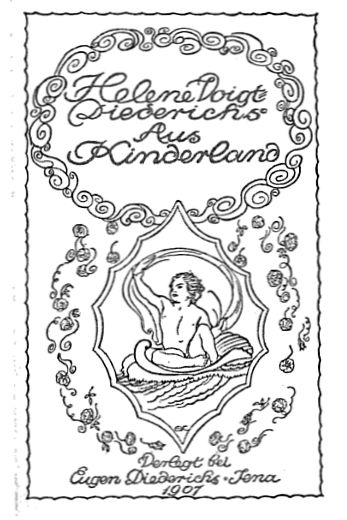
Helene Voigt-Diederichs’ Aus Kinderland mit einer Zeichnung von Erich Kuithan

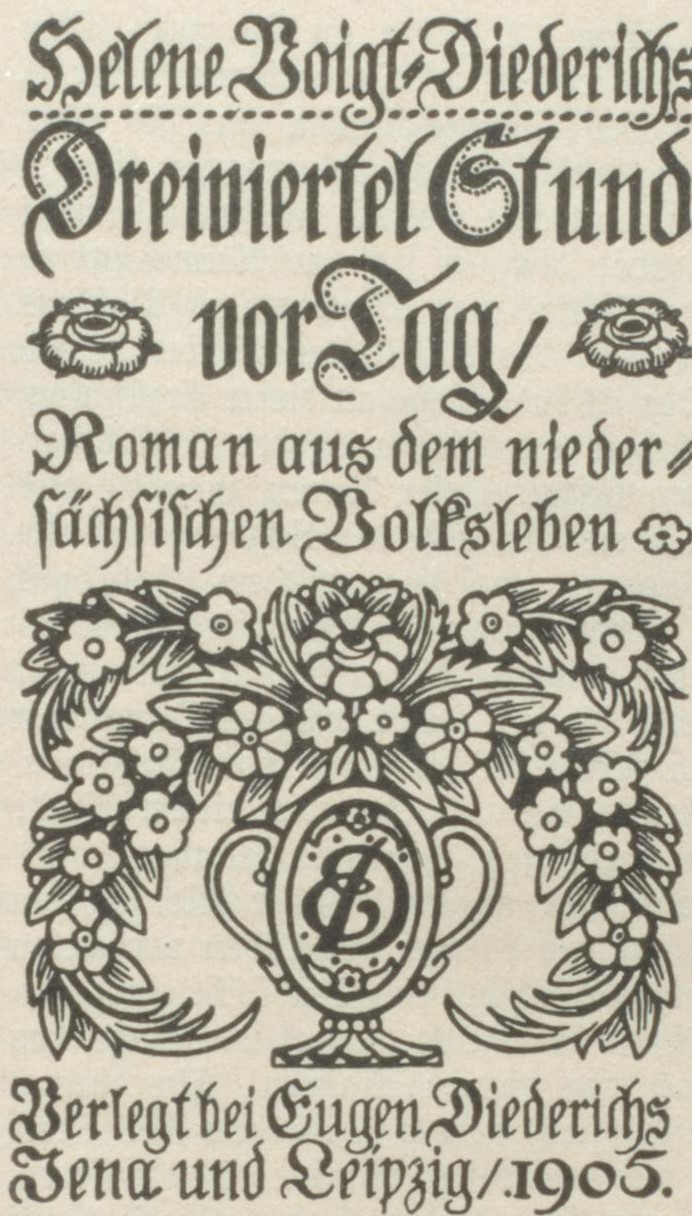
Dreiviertel Stund vor Tag, Titel von Emil Rudolf Weiß

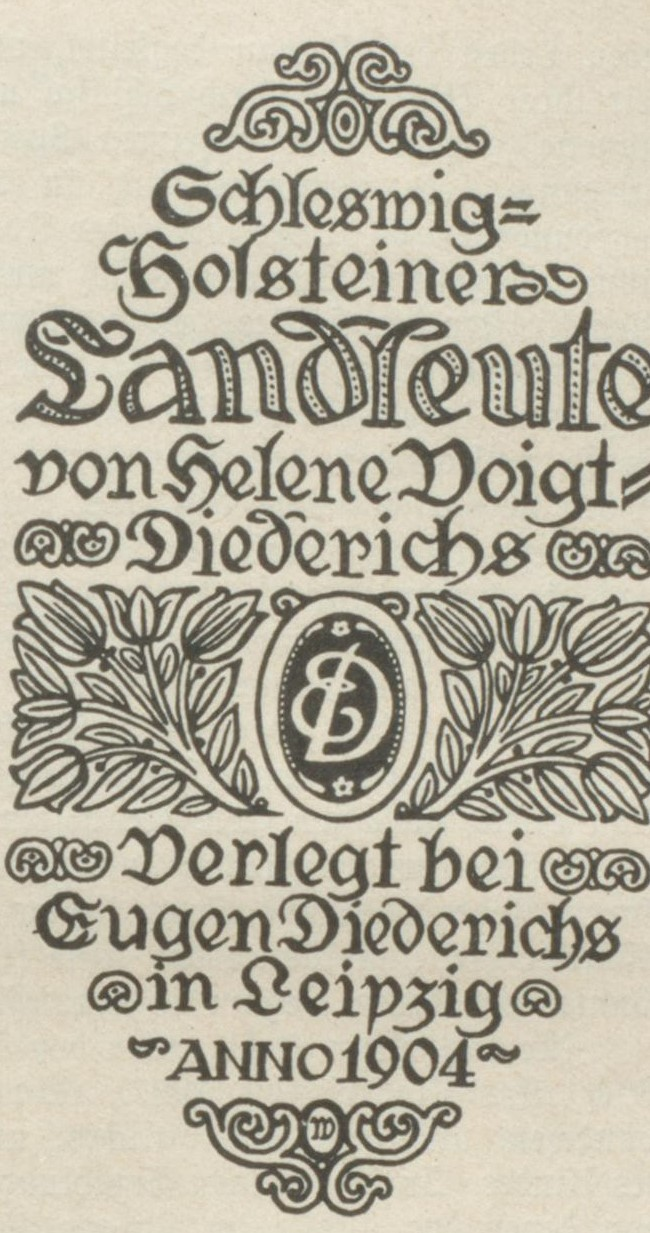
Schleswig-Holsteiner Landleute, Titel von Emil Rudolf Weiß

- Schleswig-Holsteiner Landleute, Leipzig 1898
- Abendrot, Leipzig 1899 (unter dem Namen Helene Voigt)
- Regine Vosgerau, Leipzig 1901
- Unterstrom, Leipzig 1901
- Leben ohne Lärmen, Leipzig 1903
- Dreiviertel Stund vor Tag, Jena [u. a.] 1905
- Zwischen Lipp’ und Kelchesrand, Wiesbaden 1905
- Die Balsaminen. Mittagsstunde, Wiesbaden 1906
- Vorfrühling, Leipzig 1906
- Aus Kinderland, Jena 1907
- Nur ein Gleichnis, Jena 1909. (Digitalisat)
- Wandertage in England, München 1912
- Luise, München 1916
- Wir in der Heimat, Heilbronn 1916
- Zwischen Himmel und Steinen, München 1919
- Mann und Frau, Jena 1922
- Auf Marienhoff, Jena 1925
- Fünf Geschichten aus Schleswig-Holstein, Berlin 1925
- Vier Erzählungen, Jena 1925
- Schleswig-Holsteiner Blut, Jena 1926
- Ring um Roderich, Jena 1929
- Eltern und Kind, Berlin [u. a.] 1932
- Junge Fru int Hus, Jena 1932
- Der grüne Papagei, Jena 1934
- Aber der Wald lebt, Jena 1935
- Gast in Siebenbürgen, Jena 1936
- Sonnenbrot, Insel Verlag, Leipzig 1936 (Insel-Bücherei 491), mit Holzschnitten von Josua Leander Gampp
- Vom alten Schlag, Jena 1937
- Kinderland, Jena 1938
- Welt des Kindes, Jena 1940 (zusammen mit Otto Herbig)
- Das Verlöbnis, Jena 1942
- Im Osterwald, Braunschweig 1944
- Strauß im Fenster, Jena 1944
- Der Zaubertrank, Hamburg 1948
- Die Bernsteinkette, Düsseldorf [u. a.] 1951
- Waage des Lebens, Düsseldorf 1952
- Zwei Autorenporträts in Briefen, Düsseldorf [u. a.] 1971 (zusammen mit Hermann Hesse)